# Il fidanzato di tutte
Il fidanzato di tutte (The Tender Trap) è un film del 1955 diretto da Charles Walters, con protagonisti Frank Sinatra, Debbie Reynolds, David Wayne e Celeste Holm.
Girato in CinemaScope, è basato sull'opera teatrale del 1954 The Tender Trap di Max Shulman e Robert Paul Smith.

## Trama
Charlie Reader, un giovane agente teatrale di successo, vive in un lussuoso appartamento a New York dove riceve spesso le visite di quattro ragazze: Sylvia, Jessica, Helen e Poppy. Charlie è soddisfatto della propria vita e gli piace essere al centro delle attenzioni femminili, finché un giorno conosce Julie, un'attrice sua cliente e se ne innamora. Intanto arriva a trovarlo Joe, un suo vecchio amico fin dai tempi del college che, benché sia sposato e abbia tre figli che lo aspettano a casa, si adatta subito alla vita da scapolo ed inizia a corteggiare Sylvia. Un giorno Julie si offende per le troppe libertà che Charlie si prende con lei per cui lui, tornato a casa su tutte le furie, inizia a bere e chiede a Sylvia di sposarlo. Per annunciare le nozze imminenti Charlie invita tutti i suoi amici e fa una festa che dura fino alle prime luci dell'alba. Ma quando il giorno dopo si sveglia con il mal di testa della sbornia della sera precedente, si accorge di essere realmente innamorato di Julie e di volerla sposare. La ragazza naturalmente non aspetta altro ed acconsente le nozze, mentre Sylvia tronca con Joe e accetta la proposta di matrimonio di un ragazzo inglese.